# Eduard Leonhardi (Politiker)
Ludwig Eduard Leonhardi (* 2. Mai 1797 in Mengeringhausen; † 18. Januar 1831 ebenda) war ein deutscher Ökonom und Abgeordneter im Fürstentum Waldeck.

## Leben
Eduard Leonhardi war Sohn des Johann Jacob Leonhardi (1755–1830) und dessen Ehefrau Marie Friederike Elisabeth Grebe (Graebe). Friedrich Leonhardi und Ferdinand Leonhardi waren Eduard Leonhardi Brüder. Er war evangelischer Konfession und heiratete am 25. Februar 1821 in Mengeringhausen Auguste Henriette Caroline Schmidt (* 6. September 1803 in Mengeringhausen; † 12. Mai 1866 ebenda), die Tochter des Fürstlichen Hofapothekers zu Mengeringhausen Carl Gottlob Heinrich Schmidt (* 1750 (?) in Zschopau; † 4. August 1819 in Mengeringhausen) und der Maria Catharina Elisabeth verw. Schreiber (* 1763 (errechnet); † 2. Oktober 1819 in Mengeringhausen)
Von 1808 bis 1815 besuchte er das Landesgymnasium in Korbach. Er war als Erbe seines Vaters ab 1830 Besitzer des landtagsfähigen Burglehens in Mengeringhausen und daher vom 30. November 1830 bis zu seinem Tode am 18. Januar 1831 Mitglied des Landstandes des Fürstentums Waldeck.